# Islote Mero
Islote Mero är en ö i Mexiko. Den ligger i bukten Bahía Navachiste och tillhör kommunen Guasave i delstaten Sinaloa, i den västra delen av landet.